# Internationellt hälsonödläge
Internationellt hälsonödläge, formellt internationellt hot mot människors hälsa (engelska: public health emergency of international concern, PHEIC), är den allvarligaste varning som Världshälsoorganisationen (WHO) kan utfärda vid extraordinära händelser. En deklaration innebär att WHO bedömer att det finns risk för internationell spridning av ett smittämne eller annat farligt ämne och att det finns behov av samordnade åtgärder. Deklarationen medför att WHO får utfärda tillfälliga rekommendationer.
Deklarationen innebär vanligen att större resurser avsätts för att stoppa ett allvarligt sjukdomsutbrott, men också att regeringar uppmanas att begränsa resor till berörda områden. Åtgärden medför också striktare kontroller, möjlighet att begränsa individers rörelsefrihet genom till exempel karantän och rapporteringsplikt.
Sedan 2009 har WHO deklarerat internationellt hälsonödläge sju gånger: svininfluensan 2009, utrotning av polio i sydostasien 2014, ebolautbrottet i Västafrika 2014, epidemin med zikavirus 2015-2016, ytterligare ett ebola-utbrott i Kongo-Kinshasa 2018-2020, covid-19-pandemin 2019–2023 samt de pågående apkoppsutbrottet som startade i maj 2022.

## Deklarationer av internationellt hot mot människors hälsa
Sammanställning av deklarationer av internationellt hot mot människors hälsa (PHEIC)

### 2020: COVID-19
Den 30 januari 2020 deklarerade Världshälsoorganisationen (WHO) att utbrottet av COVID-19, vid tidpunkten främst centrerat runt Wuhan i Kina, utgjorde ett internationellt hot mot människors hälsa.
På dagen för deklarationen var totalt 7818 bekräftade smittade runtom hela världen, med utbredning till 19 länder inom fem av WHO:s sex regioner. WHO hade tidigare hållit möten både den 22 och 23 januari 2020 angående utbrottet, men det fastställdes då att det var för tidigt att utfärda en deklaration. Som orsak till detta angavs bristen på nödvändiga data och den vid dessa tidpunkters omfattning av global påverkan.
WHO deklarerade den 11 mars 2020 att spridningen av COVID-19 tagit pandemiform. WHO har därefter vidhållit sin deklaration om internationellt hot mot människors hälsa vid sammanträden den 30 april 2020, den 31 juli 2020, den 29 oktober 2020, den 14 januari 2021, den 15 april 2021, in oktober 2021, i januari 2022, i april 2022. I juli 2022, efter sitt tolfte sammanträde, vidhålls att COVID-19 fortsatt utgör ett internationellt hot mot människors hälsa.
Den 5 maj 2023 meddelade WHO att viruset COVID-19 inte längre utgör ett internationellt hälsonödläge.

### 2022-2023: Mpox
Vid ett sammanträde den 21 juli 2022 var ledamöterna EC-kommittén vid WHO oeniga om huruvida Mpoxvirusutbrottet 2022 skulle deklareras som ett internationellt hot mot människors hälsa, där omröstningen slutade sex för och nio emot. Den 22 juli 2022 deklarerade WHO:s generaldirektör Tedros Adhanom Ghebreyesus emellertid ändå att utbrottet utgjorde hot mot människors hälsa.
Vid tidpunkten för deklaration hade 17186 smittade bekräftats globalt med spridning till 75 länder inom WHO:s samtliga regioner. Vid tidpunkten hade även 5 dödsfall rapporterats utanför Afrika och 72 dödsfall i afrikanska länder.
WHO sammanträdde den 23 juni 2022 med anledning av utbrottet, vilket vid den tidpunkten hade fler än 2100 bekräftade fall i 42 länder. Vid det sammanträdde uppnådde inte utbrottet kriterierna för att deklareras som ett hot mot mäniskors hälsa.
Den 11 maj 2023 avslutade WHO deklaration om internationellt hot mot människors hälsa.

### 2024-: Mpox
Den 14 augusti 2024, efter en större spridning av Mpox i ett antal afrikanska länder, deklarerade WHO på nytt viruset som ett internationellt hot mot människors hälsa.